# Faber and Faber
Faber and Faber Limited, обычно сокращенно называемое Faber — независимое издательство со штаб-квартирой в Лондоне, Великобритания. Издательство публиковало книги таких писателей и поэтов, как Томас Стернз Элиот (редактор и директор Faber), Уистен Хью Оден, Уильям Голдинг, Сэмюэл Беккет, Филип Ларкин, Тед Хьюз, Шеймас Хини и Пол Малдун.
В 2006 году KPMG назвала компанию издательством года.
Faber and Faber Inc., ранее бывшее американским отделением лондонской компании, было продано в 1998 году компании Farrar, Straus and Giroux из группы компаний Holtzbrinck/Macmillan Publishing Group. В 2015 году Faber and Faber прекратила сотрудничество с FSG и начала самостоятельно распространять свои книги в Соединённых Штатах.

## История
Faber and Faber начала свою деятельность как фирма в 1929 году, но берёт свои истоки в компании Scientific Press, которая принадлежала сэру Морису и леди Гвайер. Scientific Press получала бо́льшую часть своего дохода от еженедельного журнала The Nursing Mirror. Желание Гвайерсов расширяться в сторону коммерческой издательской деятельности свело их с Джеффри Фабером, преподавателем Колледжа всех душ в Оксфорде; в 1925 году они основали компанию Faber and Gwyer. Через четыре года The Nursing Mirror был продан, и Джеффри Фабер и Гвайерсы согласились расстаться. Для своей компании Фабер выбрал название Faber and Faber, хотя никакого другого Фабера не было.
Т. С. Элиот, которого познакомил с Фабером Чарльз Уибли, оставил работу в лондонском банке Lloyds и присоединился к Фаберу в качестве литературного консультанта; в первый год работы был выпущен его поэтический сборник «Поэмы 1909—1925». Кроме того, каталоги ранних лет включали книги Эзры Паунда, Жана Кокто, Герберта Рида, Макса Истмена, Джорджа Риландса, Джона Довера Уилсона, Джеффри Кейнса, Форреста Рейда, Чарльза Уильямса и Виты Сэквилл-Уэст. В 1928 году Faber and Faber опубликовало свою первую коммерчески успешную книгу, «Воспоминания охотника на лис». Книга была сначала опубликована анонимно; имя автора, Зигфрид Сассун, было добавлено на титульный лист во втором издании. В течение следующих шести месяцев она была переиздана восемь раз.

## Роль в книгоиздательстве
Первоначально основным направлением издательства была поэзия. Издательство публиковало работы Уистена Хью Одена, Стивена Спендера, Луиса Макниса, Эзры Паунда, Марианны Мур, Перси Уиндема Льюиса, Джона Гулда Флетчера, Роя Кэмпбелла, Джеймса Джойса, Дэвида Джонса и Уолтера де ла Мара, выпущенные под эгидой Элиота.
В 1929 году в совет директоров компании входили Джеффри Фабер (председатель), Элиот, Ричард де ла Мар, Чарльз Стюарт и Фрэнк Морли. Художественным директором фирмы был Бертольд Вольпе. Фабер публиковал биографии, мемуары, художественную литературу, стихи, политические и религиозные очерки, монографии по искусству и архитектуре, детские книги и ряд работ по экологии. Он также опубликовал литературный обзор Элиота «The Criterion». Элиот отклонил две книги Джорджа Оруэлла, «Дневник посудомойщика» (первоначальная версия «Фунты лиха в Париже и Лондоне») и «Скотный двор».
Во время Второй мировой войны компания получала высокую прибыль, но почти вся она уходила на налоги. Среди известных авторов, публиковавшихся Фабером в послевоенное время, были Уильям Голдинг (хотя компания чуть не отвергла его «Повелителя мух»), Лоренс Даррелл, Роберт Лоуэлл, Тед Хьюз, Сильвия Плат, Уильям Сидни Грэм, Филип Ларкин, Филлис Дороти Джеймс, Том Стоппард и Джон Осборн. Фирма начала чаще печатать современную драму, в том числе пьесы трёх нобелевских лауреатов: Гарольда Пинтера, Сэмюэля Беккета и Элиота. Впоследствии к ним присоединились другие драматурги, в том числе Алан Эйкборн, Алан Беннетт, Брайан Фрил, Тони Харрисон, Дэвид Хэр, Фрэнк Макгиннесс и Тимберлейк Вертенбейкер.

## Наши дни
Компания издаёт работы современных писателей, таких как Кадзуо Исигуро, Питер Кэри, Орхан Памук и Барбара Кингсолвер. Опубликовав в течение нескольких лет театральные работы Сэмюэля Беккета, в 2007 году компания приобрела права на оставшуюся часть его творчества у издательства Джона Колдера. В октябре 2011 года было объявлено, что главным редактором станет Джарвис Кокер, солист группы Pulp; аналогичное назначение в 1980-х годах получил Пит Таунсенд из The Who.
В 2008 году был основан импринт Faber Finds, который делал доступными давно не переиздававшиеся книги, защищённые авторским правом, с использованием технологии печати по требованию. Среди переизданных таким образом работ были статьи из архивов «Mass-Observation», а также работы Джона Бетчемана, Ангуса Уилсона, Алана Джона Тейлора, Герберта Уэллса, Джойса Кэри, Нины Боден, Жана Жене, Перси Ховарда Ньюби, Луиса Макниса, Джона Кэри, Фрэнка Реймонда Ливиса, Джейкоба Броновски, Яна Морриса и Брайана Олдисса. В 2009 году Faber Finds начал выпуск электронных книг.
Американское отделение Faber было продано в 1998 году компании Farrar, Straus and Giroux, где оно служило импринтом для издания книг об искусстве, развлечениях, средствах массовой информации и массовой культуре. В феврале 2015 года Faber объявила о прекращении сотрудничества с FSG.
В июне 2012 года по случаю бриллиантового юбилея Елизаветы II компания Faber запустила веб-сайт «Шестьдесят лет в шестидесяти стихах». Размещавшийся на The Space — новой платформе цифрового искусства, разработанной Художественным советом Великобритании в сотрудничестве с BBC, — проект «Шестьдесят лет в шестидесяти стихах» взял стихи из сборника поэта-лауреата Кэрол Энн Даффи «Юбилейные линии» и предложил их интерпретацию с использованием записей актёров, основанного на звуках генеративного дизайна и архивных киноматериалов.

## The Faber Academy
В 2008 году компания Faber запустила The Faber Academy, платные творческие курсы курсы для начинающих писателей. Они включают в себя «Искусство публикации», «Написание художественной литературы» и «Как стать поэтом». Время от времени на курсах преподают известные писатели, такие как Майк Фиггис, Джанет Уинтерсон и Тобиас Хилл. Среди известных студентов можно упомянуть Стива Уотсона.
В 2018 году The Faber Academy начала каждый год выплачивать стипендии двум писателям, уделяя особое внимание мало представленным группам, таким как цветные писатели, писатели с ограниченными возможностями и представители ЛГБТ.

## Faber Digital
Подразделение Faber Digital было создано в 2009 году. Оно опубликовало ряд связанных с книгами приложений для iPhone и iPad, в том числе Malcolm Tucker: The Missing Phone (которое было номинировано на премию BAFTA), QI: Quite Interesting, Harry Hill’s Joke Book и Waste Land для iPad. Приложение Waste Land для iPad стало вторым сотрудничеством Faber с Touch Press, после Solar System for iPad, которое получило награду Futurebook Award за цифровые инновации при вручении премии Book Industry Awards в 2011 году. В 2013 году в партнерстве с Bloomsbury Publishing Faber Digital запустило Drama Online, платформу цифрового контента на основе подписки для библиотек, преподавателей, студентов и исследователей.

## Faber Factory
В 2011 году компания Faber (в партнерстве с Perseus Books Group в США) представила сервис оцифровки The Faber Factory.

## Месторасположение
Первоначальным местоположением фирмы были её георгианские офисы на 24 Рассел-сквер, в Блумсбери, Лондон. Позже компания переехала на 3 Квин-сквер в Лондоне, а 19 января 2009 года в Bloomsbury House, 74-77 Грейт-Рассел-стрит, Лондон.

## Нобелевские лауреаты, публиковавшиеся в Faber
- 1948 Томас Стернз Элиот
- 1960 Сен-Джон Перс
- 1969 Сэмюэл Беккет
- 1980 Чеслав Милош
- 1983 Уильям Голдинг
- 1992 Дерек Уолкотт
- 1995 Шеймас Хини
- 1996 Вислава Шимборска
- 1999 Гюнтер Грасс
- 2005 Гарольд Пинтер
- 2006 Орхан Памук
- 2010 Марио Варгас Льоса
- 2017 Кадзуо Исигуро